# Cinnamomum bodinieri
Cinnamomum bodinieri är en lagerväxtart som beskrevs av H. Lév.. Cinnamomum bodinieri ingår i släktet Cinnamomum och familjen lagerväxter. Inga underarter finns listade i Catalogue of Life.